# 15346 Боніфатіус
15346 Боніфатіус (15346 Bonifatius) — астероїд головного поясу, відкритий 2 вересня 1994 року.
Тіссеранів параметр щодо Юпітера — 3,591.